# Gran Premi Miguel Indurain
El Gran Premi Miguel Indurain (en euskera Miguel Indurain Sari Nagusia; en castellà Gran Premio Miguel Indurain) és una clàssica ciclista organitzada pel Club Ciclista Estella que es disputa pels voltants de la ciutat navarresa de Lizarra.
La primera edició es va disputar el 1951 amb el nom de Campeonato Vasco-Navarro de Montaña. Al llarg de la història la cursa ha tingut diferents noms: Campionat Basco-navarrès de Muntanya fins al 1966, a excepció dels anys 1955 (Gran Premi Ribera), 1962 (Trofeu Jesús Galdeano), 1960 i 1967 (Campionat d'Espanya de muntanya) i 1963 (Campionat d'Espanya de fons).
Entre 1968 i 1988 fou anomenat Gran Premi Navarra, tret de 1971 i 1976 (Campionat d'Espanya de muntanya). Entre 1989 i 1998 el nom fou el de Trofeu Comunitat Foral de Navarra i des de 1999 pren el nom actual, en record del quíntuple vencedor del Tour de França, Miguel Indurain.
El primer vencedor fou Hortensio Vidaurreta, mentre que ell mateix, Juan Fernández, Miguel María Lasa i Alejandro Valverde, amb tres victòries, són els que més vegades l'han guanyat.

## Palmarès
| Any                               | Vencedor                       | Segon                                      | Tercer                                     |
| --------------------------------- | ------------------------------ | ------------------------------------------ | ------------------------------------------ |
| Campionat d'Espanya de Muntanya   |                                |                                            |                                            |
| 1967                              | Antonio Gómez del Moral        | Ginés García Perán                         | José Pérez Francés                         |
| Gran Premi Navarra                |                                |                                            |                                            |
| 1968                              | José Manuel López Rodríguez    | Jesús Luis Ocaña Pernía                    | Andrés Gandarias Albizu                    |
| 1969                              | Gregorio San Miguel Angulo     | José Antonio González Linares              | Nemesio Jiménez                            |
| 1970                              | Antonio Gómez del Moral        | Carlos Echeverría Zudaire                  | Luis Zubero Aldecoa                        |
| Campionat d'Espanya de Muntanya   |                                |                                            |                                            |
| 1971                              | Miguel María Lasa              | Domingo Perurena Telletxea                 | Pedro Torres Cruces                        |
| Gran Premi Navarra                |                                |                                            |                                            |
| 1972                              | Vicente López Carril           | Miguel María Lasa                          | José Luis Abilleira Balboa                 |
| 1973                              | Domingo Perurena Telletxea     | José Luis Abilleira Balboa                 | Pedro Torres Cruces                        |
| 1974                              | Miguel María Lasa              | Domingo Perurena Telletxea                 | Antonio Martos Aguilar                     |
| 1975                              | Agustín Tamames Iglesias       | Jose Luis Viejo                            | Domingo Perurena Telletxea                 |
| 1976                              | José Nazábal Mimendia          | Andrés Oliva Sánchez                       | Manuel Esparza Sanz                        |
| 1977                              | Vicente López Carril           | José Enrique Cima Prado                    | Francisco Javier Elorriaga Iturriagagoitia |
| 1978                              | Miguel María Lasa              | Francisco Javier Elorriaga Iturriagagoitia | José Enrique Cima Prado                    |
| 1979                              | Juan Fernández Martín          | Miguel María Lasa                          | Faustino Rupérez Rincón                    |
| 1980                              | Juan Fernández Martín          | Eulalio García Pereda                      | Miguel María Lasa                          |
| 1981                              | Eulalio García Pereda          | Miguel María Lasa                          | Vicent Belda i Vicedo                      |
| 1982                              | Pedro Muñoz                    | Juan Fernández Martín                      | Marino Lejarreta Arrizabalaga              |
| 1983                              | Juan Fernández Martín          | Josep Lluís Laguía i Martínez              | Julián Gorospe Artabe                      |
| 1984 no realitzada                |                                |                                            |                                            |
| 1985                              | Celestí Prieto Rodríguez       | Federico Etxabe Musatadi                   | Álvaro Pino Couñago                        |
| 1986 no realitzada                |                                |                                            |                                            |
| 1987                              | Miguel Indurain Larraya        | Iñaki Gastón Crespo                        | Federico Etxabe Musatadi                   |
| 1988                              | Pedro Delgado                  | Ángel Camarillo Llorens                    | Marino Lejarreta Arrizabalaga              |
| Trofeu Comunitat Foral de Navarra |                                |                                            |                                            |
| 1989                              | Mariano Sánchez Martínez       | Federico Etxabe Musatadi                   | Casimiro Moreda García Tizón               |
| 1990                              | Pedro Delgado                  | Federico Etxabe Musatadi                   | Marino Lejarreta Arrizabalaga              |
| 1991                              | Roland Le Clerc                | Peter Hilse                                | Víktor Klímov                              |
| 1992                              | Julián Gorospe Artabe          | Jean-François Bernard                      | Víktor Klímov                              |
| 1993                              | Johnny Weltz                   | Neil Stephens                              | José Ramón Uriarte Zubero                  |
| 1994                              | Marino Alonso Monje            | Abraham Olano Manzano                      | José Ramón Uriarte Zubero                  |
| 1995                              | Félix García Casas             | Miguel Ángel Peña Cáceres                  | Juan Carlos Vicario Barberá                |
| 1996                              | Alex Zülle                     | Laurent Jalabert                           | David García Marquina                      |
| 1997                              | Mikel Zarrabeitia Uranga       | Bingen Fernández Bustintza                 | David Etxebarria Alkorta                   |
| 1998                              | Francisco Mancebo Pérez        | Stefano Garzelli                           | Davide Rebellin                            |
| Gran Premi Miguel Induráin        |                                |                                            |                                            |
| 1999                              | Stefano Garzelli               | David Etxebarria Alkorta                   | Davide Rebellin                            |
| 2000                              | Miguel Ángel Martín Perdiguero | Laurent Jalabert                           | Ángel Vicioso Arcos                        |
| 2001                              | Ángel Vicioso Arcos            | David Etxebarria Alkorta                   | Paolo Lanfranchi                           |
| 2002                              | Ángel Vicioso Arcos            | Marcos Antonio Serrano Rodríguez           | Mario Aerts                                |
| 2003                              | Matthias Kessler               | Ángel Vicioso Arcos                        | David Etxebarria Alkorta                   |
| 2004                              | Matthias Kessler               | Miguel Ángel Martín Perdiguero             | Daniele Righi                              |
| 2005                              | Javier Pascual Rodríguez       | Alejandro Valverde Belmonte                | Ángel Vicioso Arcos                        |
| 2006                              | Fabian Wegmann                 | Andrea Moletta                             | Andrí Hrivko                               |
| 2007                              | Rinaldo Nocentini              | Joaquim Rodríguez i Oliver                 | Alejandro Valverde Belmonte                |
| 2008                              | Fabian Wegmann                 | Michael Albasini                           | Joaquim Rodríguez i Oliver                 |
| 2009                              | David de la Fuente Rasilla     | Aleksandr Kólobnev                         | Fabian Wegmann                             |
| 2010                              | Joaquim Rodríguez i Oliver     | Michel Kreder                              | Aleksandr Kólobnev                         |
| 2011                              | Samuel Sánchez González        | Aleksandr Kólobnev                         | Fabian Wegmann                             |
| 2012                              | Daniel Moreno Fernández        | Mikel Landa Meana                          | Ángel Madrazo Ruiz                         |
| 2013                              | Simon Špilak                   | Igor Antón Hernández                       | Peter Stetina                              |
| 2014                              | Alejandro Valverde Belmonte    | Tom-Jelte Slagter                          | Serguei Txernetski                         |
| 2015                              | Ángel Vicioso Arcos            | Ion Izagirre Insausti                      | Beñat Intxausti Elorriaga                  |
| 2016                              | Ion Izagirre Insausti          | Sergio Henao Montoya                       | Moreno Moser                               |
| 2017                              | Simon Yates                    | Michael Woods                              | Sergio Henao Montoya                       |
| 2018                              | Alejandro Valverde Belmonte    | Carlos Verona Quintanilla                  | Nick Schultz                               |
| 2019                              | Jonathan Hivert                | Luis León Sánchez Gil                      | Sergio Higuita García                      |
| 2021                              | Alejandro Valverde Belmonte    | Aleksei Lutsenko                           | Luis León Sánchez Gil                      |
| 2022                              | Warren Barguil                 | Aleksandr Vlàssov                          | Simon Clarke                               |
| 2023                              | Ion Izagirre Insausti          | Sergio Higuita García                      | Mattias Skjelmose                          |
| 2024                              | Brandon McNulty                | Maxim Van Gils                             | Oscar Onley                                |
| 2025                              | Thibau Nys                     | Alex Molenaar                              | Andrea Bagioli                             |